# Scolitantides rubrifasciata
Scolitantides rubrifasciata är en fjärilsart som beskrevs av Courvoisier 1913. Scolitantides rubrifasciata ingår i släktet Scolitantides och familjen juvelvingar. Inga underarter finns listade.